# Léfki (Kavála)
Pour les articles homonymes, voir Léfki.
Léfki (grec moderne : Λεύκη) est une localité située dans le dème de Kavála, dans le district régional de Kavála, dans la periphérie de Macédoine-Orientale-et-Thrace, en Grèce.
Selon le recensement de 2011, elle compte 48 habitants.